# Рушув (Люблінське воєводство)
Рушув (пол. Ruszów) — село в Польщі, у гміні Лабуне Замойського повіту Люблінського воєводства.
Населення — 513 осіб (2011).
У 1975-1998 роках село належало до Замойського воєводства.

## Демографія
Демографічна структура станом на 31 березня 2011 року:
|          | Загалом | Допрацездатний вік | Працездатний вік | Постпрацездатний вік |
| -------- | ------- | ------------------ | ---------------- | -------------------- |
| Чоловіки | 263     | 58                 | 176              | 29                   |
| Жінки    | 250     | 47                 | 136              | 67                   |
| Разом    | 513     | 105                | 312              | 96                   |